# Хирамацу, Хирокадзу
Хирокадзу Хирамацу (яп. 平松広和 Хирамацу Хирокадзу, 29 февраля, 1960, префектура Айти) — японский сэйю.

## Биография
Родился и вырос в городе Конан в префектуре Айти. После окончания средней школы переехал в Токио и поступил в специализированное училище Tokyo Announce Gakuin, чтобы проучиться в течение года. После окончания в марте 1982 года учебной школы при Haikyo не был взят в штаб-квартиру Haikyo, в итоге нанялся на рядовую должность в недавно созданную театральную компанию Haikyo.
Пытался пройти прослушивание в аниме Гиперпространственная крепость Макросс, Armored Trooper Votoms и Супермен Локк, но потерпел неудачу. Дебютировал как сэйю в аниме Warrior of Love Rainbowman, появившись только раз во второстепенной роли.
В 1984 году прошёл прослушивание в Heavy Metal L-Gaim на роль главного героя Даба Майроуд. Затем появился в многочисленных аниме-работах. Позже работал в качестве директора, ответственного за одно из направлений в театре компании Haikyo, а также преподавателем студии дикторов Haikyo.
В 2009 года занял руководящую позицию в GadgetLink, стал директором центра подготовки актеров озвучки при GadgetLink. Также работал преподавателем в академии актеров сцены и озвучивания.

## Позиции в Гран-при журнала Animage
- 1985 год — 16-е место в Гран-при журнала Animage, в номинации на лучшую мужскую роль[7].

## Некоторые роли в аниме
- 1984 год — Heavy Metal L-Gaim (Даба Майроуд);
- 1986 год — Heavy Metal L-Gaim I: Pentagona Window + Lady Gyabure (Даба Майроуд);
- 1987 год — Heavy Metal L-Gaim II: Feaweru My Love + Pentagona Doors (Даба Майроуд);
- 1987 год — Heavy Metal L-Gaim III: Fullmetal Soldier (Даба Майроуд);
- 1991 год — Burn Up! (Кэндзи);
- 2003 год — Код ангела (Детектив Саэхара);
- 2007 год — Счастливая звезда (ТВ) (Содзиро Идзуми);
- 2008 год — Ga-Rei: Zero (Майкл Кохара);
- 2009 год — Мунто (ТВ) (Сигэру Хидака);
- 2009 год — Мунто (фильм) (Сигэру Хидака)